# Карнс, Ким
Ким Карнс (англ. Kim Carnes, род. 20 июля 1945, Голливуд, Калифорния) — американская кантри-рок-певица и автор песен, известная своим скрипучим голосом, благодаря которому её часто называют «Женской версией Рода Стюарта».
За свою карьеру она выпустила тринадцать альбомов и выиграла две премии «Грэмми». Она наиболее известна благодаря своему хиту 1981 года «Bette Davis Eyes», который провел девять недель на вершине главного музыкального чарта Billboard Hot 100 и в итоге был признан самым популярным синглом 1981 года. Кроме того, песня занимает 12 место в списке «100 лучших песен в истории» по версии Billboard, а также второе место в списке самых успешных синглов 1980-х.